# جون واتس (سياسي غرينادي)
جون واتس هو طبيب أسنان وسياسي غرينادي، ولد في 1921 في أبرشية سانت باتريك في غرينادا، وتوفي في 11 مايو 2015 في سانت جورجز في غرينادا. نشط حزبياً في Grenada National Party ‏.